# West Bagborough
West Bagborough – wieś w Anglii, w hrabstwie Somerset, w dystrykcie (unitary authority) Somerset. Leży 58 km na południowy zachód od miasta Bristol i 218 km na zachód od Londynu. W 2002 miejscowość liczyła 394 mieszkańców.